# プロアクションリプレイ

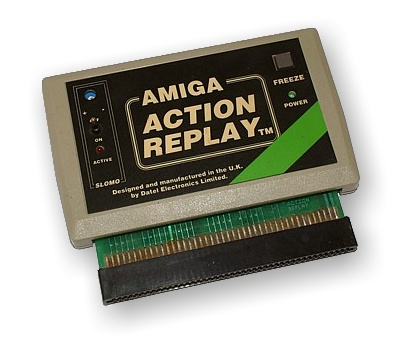
Amiga 500用
Action Replay カートリッジ

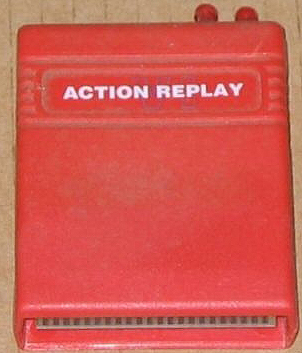
コモドール64用
Action Replay カートリッジ

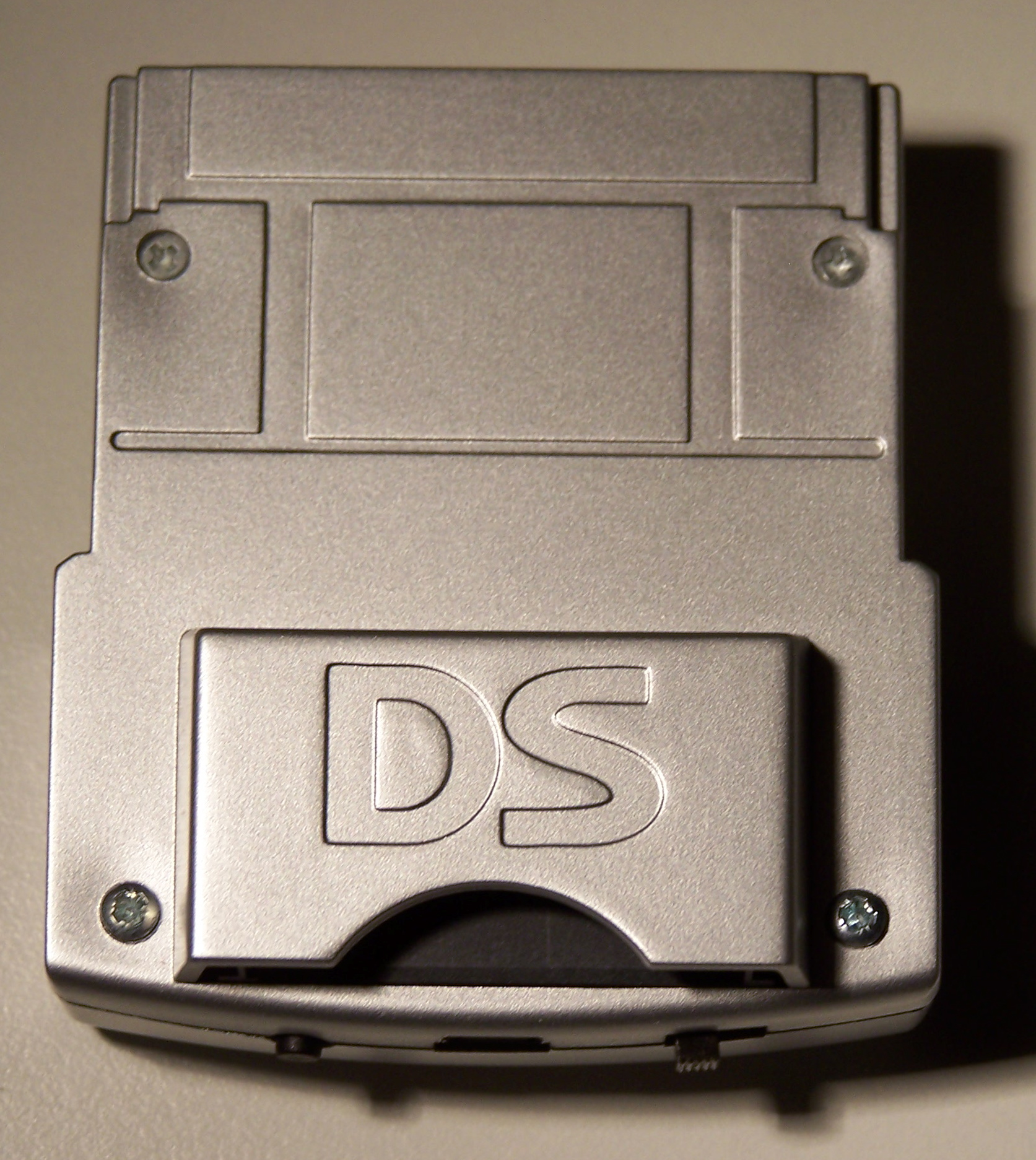
ニンテンドーDS用
Action Replay MAX DUO

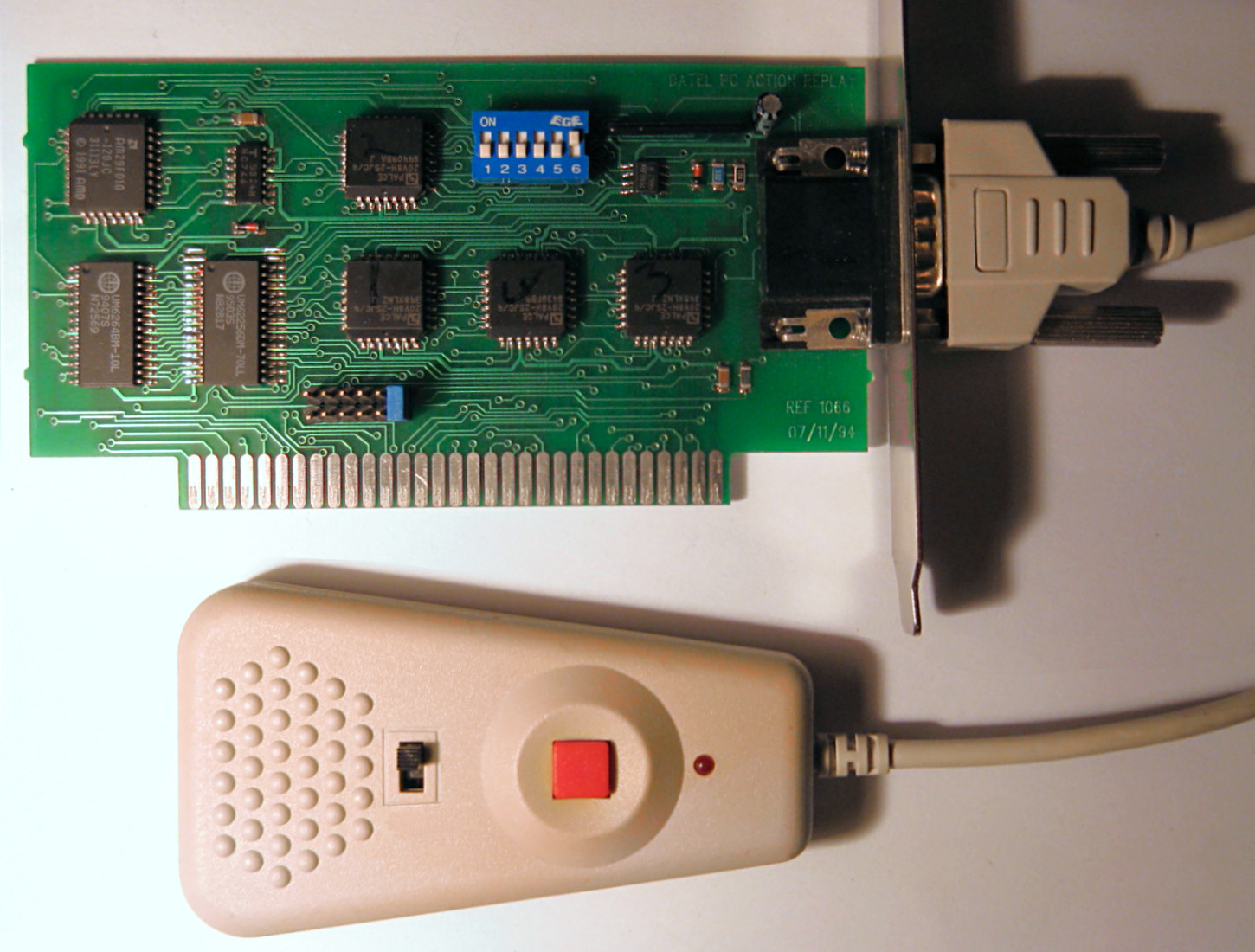
PC 1994用
Action Replay ISA card

プロアクションリプレイ (Pro Action Replay) は、イギリスのデイテルが製造していたコンピュータゲームの改造ツール（チートプログラム）シリーズである。
日本においては2006年6月まではサイバーガジェットが、それ以降2015年3月まではデイテル・ジャパンが販売していた。
通称は頭文字をとって「PAR（パー）」、「アクションリプレイ」、「アクリプ」、「プロアク」、「プロリプ」など。なお、製品名に「プロ」が付くのは日本特有であり、欧米での名称は「Action Replay」（アクションリプレイ）。
なお、カラット及びサイバーガジェットは「改造」「チート」という表現を使用せずに「秘技コード」の名称を使用している。
本項では以下、プロアクションリプレイを略称のPARと表記する。

## 使用方法
各ゲーム機によって詳細は異なるが、概ね専用の装置を装着し、専用のカートリッジまたはコンパクトディスクを読み込ませて、使用したいコードを選択し、プレイしたいゲームに入れ替える、という流れになる。
商品によっては単独でチートコードを探し出す『コードサーチ』機能が標準で搭載されているものもある。標準搭載されていないものはパソコンと接続して専用のユーティリティソフトを使う必要がある。
ちなみに、プレイステーションで最初のPARは拡張端子に差し込むハードタイプではなくメモリーカードタイプであり、コードサーチ・コード入力が出来ず、実質的には数タイトルの作品のパラメータ等を改変したセーブデータが収録されたもので、純正メモリーカードと異なり書き込み・消去は不可能である。ただし、後にも改造セーブデータ入りのメモリーカードは「裏技データ郎」のタイトルで発売されていた。

### 問題点
基本的に改造ツールはディスク型や外部拡張端子接続型を除いて、単体起動できない仕組みになっている。理由はゲーム会社の非ライセンス品である事によるもので、正規ゲームソフトの起動用プロテクトを利用して起動できる様になっており、カートリッジソフトを使うゲーム機向けはこのタイプである。
一方でディスク型は、プレイステーションがSCPH-9000で外部拡張端子が廃止されたため、ディスクから本体にPARのプログラムを読み込む方式へ仕様変更された。これは、後のゲームハードでリリースされる際の基礎となった。しかし、ディスク型は各ハードのプロテクトを独自のプログラムで突破しているものとみられるが、稀に読み込みに失敗する他、起動時にライセンス画面を表示せずに飛ばす外部拡張端子接続型と違い、非ライセンス品であるにも関わらず、正規ライセンス認証画面が出る等、著作権に抵触している可能性もある。

## 改造ツールに対する各所の反応・対応
以下の記述の一部はPARだけでなくチート/改造ツール全般についても言えるものである。

### ユーザー
都合よくゲームを遊びたいユーザーにとっては便利なツールである。以下は一例。
- ロールプレイングゲームでストーリーやエンディングを安易に見たり、難易度の高いアクションゲームなども簡単にクリアする。
- 逆に、そのゲームを何回もプレイしマンネリ化してきたところで難易度を上げる。
- 通常のプレイでは不可能な状況や制作者が意図していない状況を作り出す（物語上関連しないキャラクターや仲間に出来ない敵を仲間に加える、データ内には入っているが実際のゲーム中には登場しない没アイテムを入手するなど）。
- 改造マリオではバイナリエディタを弄ることでコースを改造できる。
- 期間、居住区限定のデータ配信を改造して入手する。
  - ポケットモンスターシリーズではそういった限定データ配信が顕著であり、ミュウ等の幻のポケモン等は、正規の入手法が限定されていて、日本版以外では正規の入手法がない場合もある。

### ハードメーカー
PARはハードメーカー非公認の機器である。任天堂やSCEなどはこうした商品に対してライセンス提供は行っていない。購入したときにPARの箱の口にはシールが貼ってあり「本製品はハードメーカーのライセンス商品ではないので、そのことを承認したうえでシールを剥がしてください」と書いてある。
このほか、2000年代後半頃からのゲームハードは、ハード本体にPAR自体を拒絶する機構が組み込まれはじめている。具体的には、ディスクの識別コードなどでそのソフトが改造されたと判断されたときに、ソフトの起動を中止する。
- Wiiはソフトウエアアップデートを行うと、従来のPARが起動しなくなる事が確認されている。
- PlayStation 3のPARは、本体のシステムソフトウェアが3.41でしか動かない。そのため更新をすると全く動かない。

このように本体のソフトウェアを更新することによって、改造機器を使用不能にする対策を講じている。
現在では本体だけでなく、ROM(ソフトウェア)その物に別バージョンを出す事でも対策がされている。有名な物は、モンスターハンターなど

### ゲームショップ
上記の通り、ノンライセンシーな周辺機器であるものの、一般的なTVゲーム流通で扱われることが多いため、ゲーム専門店やゲームを扱っている家電量販店では普通に販売されていることが多い。ゲームショップで本格的に並び出した時期は初代ポケットモンスターの全盛期と推測され、その時期から現在のような親しみやすいデザインのパッケージに変わっていった。

### ソフトメーカー
以下、具体的なメーカーの対応について羅列する。
- エニックス（現・スクウェア・エニックス）のPS版『ドラゴンクエストIV 導かれし者たち』において改造行為を利用したような通常では起こりえないプレイを行っているとみなされると、主人公の称号として「改造コードの星」「うらわざ改造王」「うらわざキング」「改造コードアイテム王」などが表示されることがある。なおこれらの称号は、改造行為等を一切行わない正規プレイでもやりこみで出せる場合がある。
- スクウェア・エニックスの『ドラゴンクエストモンスターズ ジョーカー』では、改造ツールを使った場合、改造対象が所持モンスターのステータス書き換えなどにかかわらず対戦などをする時に「不正なモンスターデータがあります」と表示され、対戦が不可能になる。ただし、不正フラグを消す改造コードも一時出回っていた。
- NDS版のドラゴンクエストV 天空の花嫁では改造コードがONの状態、またゲームROMを吸い出したエミュレーターでの動作が確認された場合、ゲームが進行しなくなるプロテクトが組み込まれているが、対策コードの登場により突破されている。
- アトラスの『ペルソナ3』では登場キャラクターたちに改造行為を咎められる。これらは実害のない対策である。
- 任天堂のポケットモンスターシリーズのGBA以降用では、改造など不正に捕獲したポケモンは自分が親であってもバッジを全て集めた状態でも言う事を聞かなくなる。特にGBA版では所持しているポケモンに不正なデータ書き込みによってゲーム中で使用できない「ダメタマゴ」に強制的に変換されることが多い。DS版でも「ダメタマゴ」の仕様が存在するようだが、GTSと呼ばれるニンテンドーWi-Fiコネクションを利用してポケモンの交換できるシステムでは能力値が限界を超えていたり覚えられない技を覚えているなど、通常プレイでありえない要素を含むポケモンを渡そうとした場合サーバ側でエラーを出して交換できないようになっている(なお、公式にイベントやWi-Fi等で配布された特別なポケモンではそれとは別にGTS交換を制限する設定がある事にも注意)。
- モンスターハンターシリーズでは方法を問わずに不正な装備、未実装アイテム、改造キャラクター、不正なキャラクターネームの登録、改造クエストなどが存在するが、ゲーム側のアップデートで無効化や削除が適時行われる。なお対策が行われる度に回避して改造が行われる事が常であり、いたちごっこ状態と化している。
- トライエース社は改造対策に力を入れており、同社開発の『スターオーシャン3』では通常ではあり得ない処理やデータを含ませることで解析を複雑化させ、後に発売されたディレクターズカット版においては多数の改竄チェックプログラムを追加し、強制的にゲームを停止させるなどの対策を講じてきた。この流れは『ヴァルキリープロファイル2』にも受け継がれているが、全てにおいてそれら対策は破られている。
- 『メタルギアソリッド3』『モンスターハンター』では改造コードを使用した形跡がみられるとある程度の期間アクセスを禁止されたり所有しているアカウントからのアクセス権限が剥奪されるなど、改造対策が厳重に施されている。しかし現状では完全なチート対策は不可能なために、秘技コードが出回っているのが実情である。かつては、PSの拡張コネクタにPARが装着されていると、拡張コネクタに何かを接続している状態を検知してゲーム自体起動しなくするプロテクトがあるゲームソフトも存在していた。
- 任天堂のゲームボーイカラーでは、ゲームボーイカラーに対応していないPARにカラー対応・専用ソフトを接続すると、まともにゲームが表示できない・起動できない状態になる。ゲームボーイカラー以前の機種との組み合わせだと問題なく起動するが、カラー専用ソフトは起動すら不可能である。任天堂が行った、初めての改造ツール対策と推測される。なお、ゲームボーイライトやゲームボーイカラーは電池収納部が隆起しているため、初期のPARだと物理的に接続しにくい構造になっている。
- 2008年以降に発売が開始されたニンテンドーDS用ソフトのパッケージには任天堂が許諾していない装置を使用した場合、ゲームが正常にできなくなるという旨の警告が書かれている。ただしこの文章の本来の対象はマジコンであり、PARも「許諾していない装置の一つ」であるという位置付けである。
- Xbox 360の販売・開発元であるマイクロソフトはXbox Liveの利用規約において、PARとは明言していないものの、非公認の不正ツールの使用や改造行為を一切禁止しており、違反したユーザーに対してこれまでに獲得した実績を全て剥奪し、ゲーマーズカードに『ごまかし行為者』と表記する措置を行っている。

一方でソフトメーカー側が裏技として改造と等価の機能を搭載することもある。
- コナミのPS2版『イース -ナピシュテムの匣-』のチートモード。
- スクウェア・エニックスの『チョコボの不思議なダンジョン』におまけとして付属していた不思議なデータディスクのように、パーティーメンバー全員が初めから最高レベルなどの特殊なセーブデータを配布するケース。

### 秘技コードの制作元・出版社
PARを活用し、ゲームを改造するために必要となるチートコード（秘技コード）の開発には、機材と改造対象となるゲームのステータス書き換えに関する、少なくとも16進数とアドレス空間の理解、また最近のコンシューマ機ではコードの暗号化に関する高い知識と理解力が必要となる。
そのため、チートコードは
1. プロアクションリプレイ関連会社による開発
2. マニアからの投稿

をもとに、Webサイトおよび雑誌掲載により一般ユーザーに提供される。
現在、チートプログラムを掲載している雑誌は月刊ゲームラボ（三才ブックス）、隔月刊コードフリークAR（ブレイン・ストーム）がある。なお、ブレイン・ストームにはコード解析チームが存在しており、随時、秘技コード速報として同社のホームページや、サイバーガジェットより販売店等へ提供されている。

### ACCS
コンピュータソフトウェア著作権協会(ACCS)では、DOA事件を根拠にPARが違法であると主張している。改造してWi-Fiに接続することはサーバーに不具合がでる危険性がある。

## 改造行為に対する各所への影響
ゲームでは「改造は全て自己責任」とされていたが、インターネット接続を使うオンラインゲームでは有利になるので改造をしない、または改造データでオンラインプレイをしないのが最低限のマナーとなっている。改造ツールを使ってオンラインゲームをするのは違法行為であり、「チート行為・チーター」と言われる。
また、改造をしたゲームは当然開発者が想定していない状態であり、オンラインサーバーに不具合を発生させた場合、不正アクセスで訴えられることもある。開発者が想定をしていて、オンラインサーバーに何の不具合が無くても訴えることは可能である。
PCオンラインゲーム提供各社は、改造対策としてnProtect等のハッキング対策ソフトを導入しているが、その対策ソフトの根本的なバグを突く外部不正ツールが出回っているのが現状である。また、ハッキング対策ソフトもカーネルと呼ばれるPCの核心部分のデータも勝手に書き換えてしまうため、動作はウイルスと何ら変わらず、ウイルス対策ソフトで検出されてしまう場合が多い。
ブレインストームは隔月刊アクションリプレイで「不正防止のため、オンラインに影響が出る改造コードは公開しない」と公言している。しかし個人でコードの解析をしたプレイヤーによって秘技コードが出回るなどし、改造行為が行われるケースも後を絶たない。また、デイテル・ジャパンが販売している「アクションリプレイコードブック」（発行：プレイアーツ 発売：愛育社）ではWi-Fi通信可能なDS、PS2のオンライン対応のゲームに多大な影響を与える改造コードを多数公開しており、非常に問題とされている。
こういった行為がゲームバランスを大きく崩すと判断されたため、政府は不正競争防止法の改正に踏み切り、2018年12月から施行された。これにより、セーブデータの改造が違法化されたため、プロアクションリプレイの販売・所持が禁止となった。
以下は具体的なタイトルでの事例。
- セガの多人数参加型ロールプレイングゲームである『ファンタシースターオンライン』では、解析されたデータや複製されたレアアイテムがばら撒かれたことにより、ゲームの寿命を縮めた。
- コナミの『グラディウスV』では景品付きのインターネットランキングで、改造行為をしたと推測される者が軒並み上位に入賞し、景品を独占するという事態が発生したために騒動となった。
- PS版『ザナック×ザナック』でインターネットランキングで、通常のプレイでは不可能な999999999点というスコアが掲載された事を受け、販売元のコンパイルはランキング上位入賞者にゲームプレイの動画またはビデオを提出するよう義務づけた。
- スクウェア・エニックスの『ファイナルファンタジーXI』など、改造対策のためにデータをサーバー上で管理しているゲームもあり、こうしたゲームではプロアクションリプレイによる不正行為は難しいとされる。ただし、クライアントを改造すればプレイ中のみ改造が可能となる。

## 商品リスト
日本では長年、カラット及びサイバーガジェットがデイテルの国内正規代理店としてPARの販売を行ってきたが、2006年7月5日にデイテルの日本法人であるデイテル・ジャパンが設立されたため、サイバーガジェットが販売した全製品は生産およびサポートを終了している。
その後はデイテル・ジャパンがPARの販売を行っていたが、2015年3月31日にデイテル・ジャパンの撤退により販売終了し、同年6月1日サポートを引き継いだプレイアーツも2016年3月31日でサポートを終了した。

### カラット
- PS2用
  - プロアクションリプレイ2（PS2用）
  - BEST PRICE! 速攻略Vol.1（PS2用）
  - BEST PRICE! 速攻略Vol.2（PS2用）
- PS1用
  - プロアクションリプレイCDX（PS1用）
  - プロアクションリプレイCDX2（PS1用）
  - プロアクションリプレイCDX3（PS1用）

コード入力機能が削除された体験版的な廉価版商品もあった。
  - プロアクションリプレイ（PS1用）
  - プロアクションリプレイ2（PS1用）
  - プロアクションリプレイ3（PS1用）
- SS用
  - プロアクションリプレイ（SS用）
  - プロアクションリプレイ2（SS用）
- DC用
  - プロアクションリプレイ2（DC用）
  - プロアクションリプレイ（DC用）

海外版のソフトをプレイできるようにする事も可能。
- GC用
  - プロアクションリプレイ（GC用）
  - BEST PRICE! 速攻略Vol.1（GC用）
- N64用
  - プロアクションリプレイ3（N64用）
  - プロアクションリプレイ3〔普及版〕（N64用）
  - プロアクションリプレイライト（N64用）
  - プロアクションリプレイ（N64用）

プロアクションリプレイ2は開発段階における不具合等で発売中止になった。
- SFC用
  - プロアクションリプレイ（SFC用）
  - プロアクションリプレイ/Mk.II（SFC用）

Mk.IIIも開発されていたが、お蔵入りとなった。また、Mk.IIでは高度の改造が行える「デッドコード(DEAD CODE)」機能が用意されていた。
- GBA/SP用
  - プロアクションリプレイ（GBA/SP用）
  - プロアクションリプレイキッズ（GBA/SP用）
- GB/GBC用
  - プロアクションリプレイ4MAX〔普及版〕（GB/GBC用）
  - プロアクションリプレイ3/3α（GB/GBC用）

初期は振動機能が搭載され、専用のコード入力でのみ振動した。3αでは非搭載。
  - プロアクションリプレイカラー（GB/GBC用）

GBC本体とカラー対応・専用での組み合わせで正常起動ができるように改良された。
- GB用
  - プロアクションリプレイ（GB用）

対応していないタイトルが多数ある他、コードが同時に5つしか使えなかった。

### サイバーガジェット
- PS2用
  - プロアクションリプレイ3 Ver.3.5（PS2用）
  - プロアクションリプレイ3ライト（PS2用）
  - プロアクションリプレイ3（PS2用）
  - 速攻略Vol.5（PS2用）
  - 速攻略Vol.4（PS2用）
  - 速攻略Vol.3（PS2用）
- GBA/SP用
  - プロアクションリプレイ2（GBA用）
  - プロアクションリプレイKids Ver.1.2（GBA/SP用）
- FC用
  - プロアクションロッキー（FC用）

略称こそPARであるが、デイテルが開発した物ではない。隔月刊プロアクションリプレイ誌でNES版PARの再現・復刻を兼ねた企画から生まれたものであり、開発は日本国内とされている。よって、正式なプロアクションリプレイシリーズには含まれない。

### デイテル・ジャパン
- PS2用
  - プロアクションリプレイMAX（PS2用）
  - プロアクションリプレイEz（PS2用）
- PSP用
  - プロアクションリプレイMAX2（PSP全対応）
  - プロアクションリプレイMAX（PSP全対応）
  - プロアクションリプレイ（PSP-1000/PSP-2000用）
- 3DS用
  - プロアクセーブ（3DS/3DSLL用）
- DS/DS Lite/DSi/DSiLL用
  - プロアクションリプレイMAX3（DS/DS Lite/DSi/DSiLL用）
  - プロアクションリプレイEz2（DS/DS Lite/DSi/DSiLL用）
- DS/DS Lite用
  - プロアクションリプレイMAX2（DS/DS Lite用）
  - プロアクションリプレイMAX（DS/DS Lite用）
  - プロアクションリプレイEz（DS/DS Lite用）
  - プロアクションリプレイEzThebest（DS/DS Lite用）
- GBA/SP用
  - プロアクションリプレイ（GBA/SP用）

#### 海外製品
プロアクションリプレイ（MD用）
日本国内では非常に流通量が少なかった。さらに日本版マスターシステム用PARも存在していたが、更に少ない。

#### 関連商品
パワーリプレイ
チートコードを入力するプロアクションリプレイに対し、パワーリプレイは公式サイトからセーブデータをダウンロードする方法である。
Wii用、PSP用がある。
データマックス
セーブデータをバックアップするツール。プロアクションリプレイMAX2にデータマックスの機能が搭載されたので現在販売終了になっている。
DS用がある。

### 類似品
子育てゴッコ
アイ・ツーから発売された、ファミリーコンピュータ ディスクシステム用改造ツール。日本国内で初の家庭用ゲーム機専用改造ツールと推測される。
なお、現在の改造ツールよりもハードルが高く(ソフトそのものを改造するので壊す恐れもある為)、プログラム等の専門知識が必要。
ゲームジニー
プロアクションリプレイ以前より存在していた改造ツール。開発は英Codemasters。NES版、メガドライブ版等が存在する。
任天堂は「著作権法に違反している」として販売元を控訴したが、販売が合法との判断されたので回避策がとられたが破られている
一方でセガは公式ライセンスを与えた。その代償に、『ファンタシースター』や『シャイニングフォース』などのセーブ機能を持ったゲームでは使えなくすることを要求した。
エックスターミネーター
ゲームテックから発売されていた改造ツール。『エックスターミネーター』シリーズもPARと同じ知名度があり、一部のゲームハード用ではPARと改造コードに互換性があった。
機能面では対応ハードによってはPARより充実していたり、PARには無い機能を搭載していたりする。
ゲームテックが一時的に任天堂とライセンス契約を結んで以降改造ツール販売から撤退しており、エックスターミネーターシリーズはDS用改造ツール「ワザポン」を最後にリリースされていない。
ゲームシャーク
InterAct Accessoriesが販売していた改造ツール。PS、SS、N64用がある。
コードフリーク
デイテル・ジャパン設立に伴うデイテルとの契約解消後、サイバーガジェットから発売されている改造ツール。PSP、PS3、NDS、3DS、Wil、Wii U用がある。3DSは少し起動方法が特殊。
セーブエディター
サイバーガジェットから発売されているセーブデータ改造ツール。PS3、PS4、3DS用がある。
Bruteforce Save Data（BSD)
海外製の改造ツール。略称はBSD。バイナリエディタが付属する。チェックサム対応が不完全で修正が必要な場合もある。
Save Wizard
海外で販売されている改造ツール。セーブエディターに相当する。
カスタムファームウェア
略称はCFW。非公式にゲーム機本体を改造し、チート行為を行える。
マジコン
本来はゲームを開発するために作られた装置であるが、ROMの吸出しや改造にも使用される。